# Emer Costello
Emer Costello (née Emer Malone le 3 septembre 1962 à Blackrock) est une femme politique irlandaise, membre du Parti travailliste.

## Biographie
Membre du conseil municipal de Dublin de 2003 à 2011, elle est lord-maire de Dublin pour l'année 2009-2010.
Elle devient députée européenne le 15 février 2012, à la suite de la démission de Proinsias De Rossa.
Au cours de la 7e législature au Parlement européen, elle siège au sein de l'Alliance progressiste des socialistes & démocrates au Parlement européen. Elle est présidente de la délégation pour les relations avec le Conseil législatif palestinien à partir du 29 février 2012 et, en conséquence, est membre de la conférence des présidents des délégations. Elle est également membre de la commission de l'emploi et des affaires sociales.